# Edward C. Prescott
Edward C. Prescott   (Glens Falls, 26 de desembre de 1940 - Paradise Valley, 6 de novembre de 2022) fou un economista i professor universitari estatunidenc guardonat amb el Premi del Banc de Suècia de Ciències Econòmiques l'any 2004.

## Biografia
Va néixer el 26 de desembre a la població estatunidenca de Glens Falls, situada a l'estat de Nova York. Va estudiar matemàtiques al Swarthomore College, on es graduà l'any 1961. El 1963 realitzà un postgrau a la Western Reserve Unversity i el 1967 el doctorat en economia a la Universitat Carnegie Mellon.
El 1966 inicià la docència a la Universitat de Pennsilvània, el 1971 es traslladà a Carnegie Mellon i el 1980 a la Universitat de Minnesota. Va treballar al Banc de la Reserva Federal de Minneapolis i va ser professor de la Universitat d'Arizona.

## Recerca econòmica
És una destacada figura de la macroeconomia, especialment referent als estudis del cicle econòmic real i l'equilibri general. El seu model de Cicles econòmics reals formulat amb Finn E. Kydland, a partir de les idees de John F. Muth va superar el model de Robert Lucas com a estàndard de la nova macroeconomia clàssica. Aquest model assumeix la presència d'agents racionals representatius amb expectatives racionals. Generalment el model es presenta en termes d'un sol individu que es comporta de forma òptima davant de decisions intertemporals, les accions dels quals es poden considerar representatives de tots els individus i, per tant, de l'economia en el seu conjunt. Una altra assumpció implícita és la neutralitat del diner (això és degut a les expectatives racionals). L'any 1977, amb Finn E. Kydland, va analitzar si els bancs centrals s'han de tenir com a objectius numèrics determinants en comptes d'utilitzar la seva discrecionalitat al fixar la política monetària. Ambdós han treballat sobre el filtre de Hodrick-Prescott, utilitzat per a depurar fluctuacions en una sèrie de temps.
L'any 2004 fou guardonat amb el Premi del Banc de Suècia de Ciències Econòmiques, juntament amb Finn E. Kydland, per les seves contribucions a la Macroeconomia dinàmica: la consistència en el temps de la política econòmica i les forces impulsores darrere del cicle econòmic.